# سرگئی یوشنکوف
سرگئی یوشنکوف (روسی: Серге́й Никола́евич Юшенко́в؛ ۲۷ ژوئن ۱۹۵۰ – ۱۷ آوریل ۲۰۰۳) سیاست‌مدار اهل روسیه که عضو پارلمان این کشور از عضو حزب لیبرال بود. وی در ۱۷ آوریل ۲۰۰۳ در سن ۵۲ سالگی در مسیر بازگشت به خانه‌اش در مسکو به ضرب گلوله ترور شد. سرگئی یوشنکوف درباره یک رشته بمبگذاری در چند مجتمع مسکونی در سال ۱۹۹۹ تحقیق می‌کرد. این وقایع زمینه ساز جنگ دوم چچن شد و در نهایت به قدرت گیری ولادیمیر پوتین کمک کرد.